# Hans Pfitzner
Hans Erich Pfitzner (5. května 1869 Moskva – 22. května 1949 Salcburk) byl německý hudební skladatel, klavírista, dirigent a hudební pedagog. Sám se označoval za antimodernistu a jeho nejznámějším dílem je opera Palestrina na motivy života Giovanniho Pierluigiho da Palestriny, italského hudebního skladatele 16. století.

## Život
Pfitzner se narodil 5. května1869 v Moskvě, kde jeho otec hrál na housle v divadelním orchestru. V roce 1872 se rodina vrátila do otcova rodného města, do Frankfurtu nad Mohanem. Byly mu tehdy dva roky a za svůj domov vždy považoval Frankfurt. Otec ho od dětství učil hrát na housle a v 11 letech složil Hans své první skladby. V letech 1886–1890 studoval na frankfurtské konzervatoři skladbu u Iwana Knorra a klavír u Jamese Kwasta. (Později se s dcerou Jamese Kwasta, vnučkou skladatele Ferdinand Hillera oženil.) Ve studiu hry na klavír a hudební teorie pokračoval v letech 1892–1893 na konzervatoři v Koblenzi.
V roce 1894 byl jmenován dirigentem Městského divadla v Mohuči. Po několika měsících odešel do Berlína, kde se stal prvním dirigentem v divadle Theater des Westens. V roce 1908 konečně získal místo operního ředitele a ředitele konzervatoře ve Štrasburku. Toto místo mu přineslo profesionální stabilitu a umožnilo mu uvádět a řídit své vlastní opery. Hned následujícího roku měla premiéru Pfitznerova první opera Der arme Heinrich komponovaná podle stejnojmenné básně Hartmanna von Aue.
Největším skladatelovým dílem byla opera Palestrina, napsaná v pozdně romantickém duchu. Premiéru měla v Mnichově 12. června 1917 za řízení dirigenta Bruno Waltera. Navzdory tomu co se stalo v následujících letech, Walter ve svých posledních dnech prohlásil, že je přesvědčen, že Palestrina přetrvá. Má v sobě prvky nesmrtelnosti.
Ústřední událostí Pfitznerova života bylo obsazení Alsaska, a tedy i Štrasburku, Francií, jako důsledek 1. světové války. Pfitzner přišel o zaměstnání ve věku padesáti let, což těžce nesl, neboť věřil, že má mimořádné zásluhy o německé umění a že zaslouží zvláštní zacházení. Byl upřímně přesvědčen, že jeho hudba byla nedoceněná a nedostatečně uznávaná. Jeho hořkost a kulturní pesimismus se prohloubil v roce 1920, kdy zemřela jeho manželka a v roce 1926, kdy následkem meningitidy byl jeho starší syn Paul odkázán na institucionalizovanou lékařskou péči.
Jeho vztah k nastupujícímu nacistickému režimu byl rozporuplný. Nacismus vyhovoval jeho nacionalistickému a individualistickému přesvědčení. Přátelil se s Hansem Frankem (později za válečné zločiny popraveným). Setkal se i s Adolfem Hitlerem. Na druhé straně dlouhodobě spolupracoval s židovským dirigentem Bruno Walterem i dalšími židovskými hudebníky. Odmítl napsat novou hudbu ke Snu noci svatojánské Williama Shakespeara, s tím, že lepší hudbu než zkomponoval Felix Mendelssohn-Bartholdy (nenáviděný nacisty pro svůj židovský původ) by nenapsal. Jeho postoje nezůstaly utajené. Slíbená místa operního ředitele v Düsseldorfu ani generálního intendanta Berlínské městské opery nezískal. Od roku 1928 působil jako dirigent Mnichovské opery, ale po příchodu nacistů k moci v roce 1934 byl odvolán ze všech svých funkcí, včetně akademických, a penzionován.

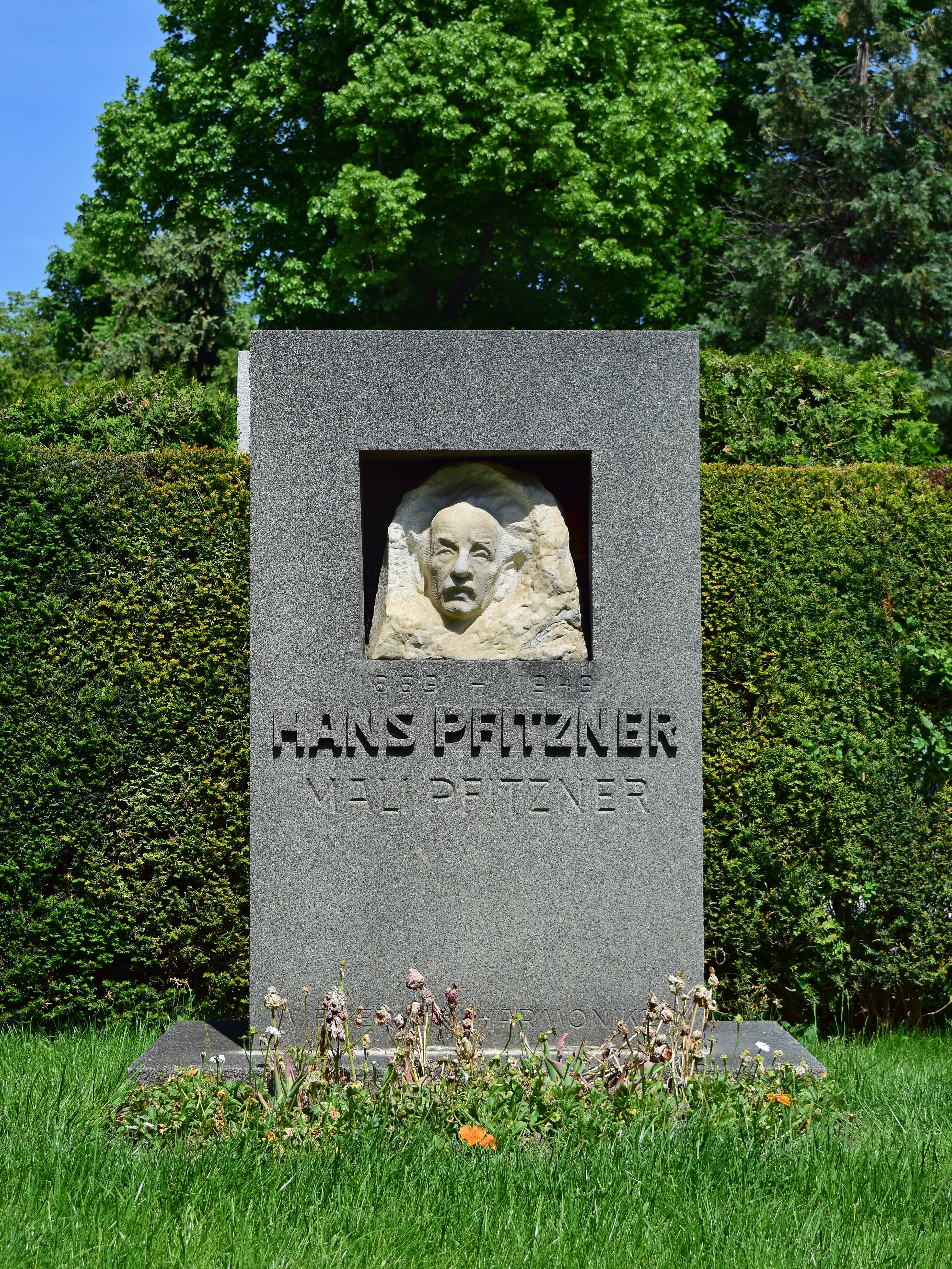
Náhrobek na Vídeňském ústředním hřbitově

 Jeho domov byl za války vybombardován. Skladatel byl po válce zbaven obvinění ze spolupráce s nacisty, bylo mu vráceno členství v Mnichovské hudební akademii i rezidence v Salcburku, ale jeho zdraví bylo podlomené. Objevila se i duševní choroba. Zemřel v Salcburku v roce 1949. Na jeho počest dirigoval Wilhelm Furtwängler téhož roku na Salcburském festivalu jeho Symfonii C-dur.
Pohřben je na Vídeňském ústředním hřbitově.

## Dílo

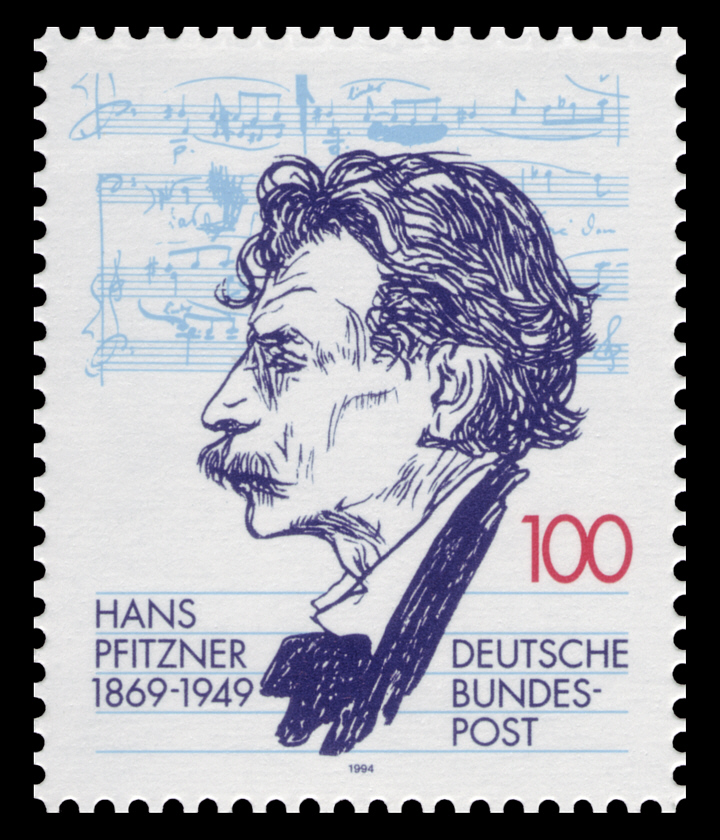
Německá poštovní známka s portrétem skladatele

### Opery
- Der arme Heinrich (libreto James Grun (1868-1928) podle Hartmann von Aue, 1895, Mohuč)
- Die Rose vom Liebesgarten (James Grun, 1901, Elberfeld)
- Das Christ-Elflein op. 20 (1. verze) (libreto Ilse von Stach, 1906, Mnichov)
- Das Christ-Elflein (2. verze) (1917, Drážďany)
- Palestrina (libreto vlastní, 1917, Mnichov)
- Das Herz op. 39 (libreto Hans Mahner-Mons 1930, Berlín)

### Orchestrální skladby
- Scherzo in C minor (1887)
- Koncert pro violoncello a orchestr a-mol, op. posth (1888)
- Koncert pro klavír a orchestr Es-dur, op. 31 (1922)
- Koncert pro housle a orchestr b-moll, op. 34 (1923
- Symfonie Cis-moll, op. 36a (1932, úprava pro smyčcový kvartet – op. 36)
- Koncert pro violoncello a orchestr G-dur, op. 42 (1935)
- Duo pro housle, violoncello a malý orchestr, op. 43 (1937)
- Malá symfonie G-dur, op. 44 (1939)
- Elegy und Roundelay, op. 45 (1940)
- Symfonie C-dur, op. 46 "An die Freunde" (1940)
- Koncert pro violoncello a orchestr, a-moll op. 52 (1944)
- Pozdravy z Krakova, op. 54 (1944)
- Fantasie a-moll, op. 56 (1947)

### Komorní hudba
- Klavirni trio B-dur (1886)
- Smyčcový kvartet č. 1 d-moll (1886)
- Sonáta fis-moll pro violoncello a klavír, „Das Lied soll schauern und beben…“ op. 1 (1890)
- Klavirni trio F-dur, op. 8 (1890–1896)
- Smyčcový kvartet č. 2 D-dur, op. 13 (1902–1903)
- Klavírní kvintet C-dur, op. 23 (1908)*
- Sonáta e-moll pro housle a klavír, op. 27 (1918)
- Smyčcový kvartet č. 3 Cis-moll, op. 36 (1925)
- Smyčcový kvartet č. 4 c-moll, op. 50 (1942)
- Unorthographische Fugato pro smyčcový kvartet (1943)
- Sextet g-moll, op. 55 pro klarinet housle, violu violoncello, kontrabas a klavír (1945)

### Muzikologické spisy
- Vom musikalischen Drama, München/Leipzig 1915
- Futuristengefahr, München/Leipzig 1917
- Die neue Ästhetik der musikalischen Impotenz, München 1919
- Werk und Wiedergabe, Augsburg 1929
- Über musikalische Inspiration, Berlin 1940
- Gesammelte Schriften, Band I, Augsburg 1926
- Gesammelte Schriften, Band II, Augsburg 1926
- Gesammelte Schriften, Band III: Werk und Wiedergabe, Augsburg 1929
- Gesammelte Schriften, Band IV, hrsg. von Bernhard Adamy, Tutzing 1987